# Åsa-Nisse och den stora kalabaliken
Åsa-Nisse och den stora kalabaliken är en svensk komedifilm om Åsa-Nisse från 1968 i regi av Arne Stivell.
Filmen hade premiär den 30 augusti 1968 på biografen Saga i Vetlanda.

## Handling[2]
Åsa-Nisse har här fått sällskap av Knohultar'n istället för Klabbarpar'n som synes spårlöst försvunnen. De två sätter in en annons i Vetlanda-Posten, där de söker en hushållerska till Sjökvisten. Till deras förvåning kan de välja och vraka bland dessa. Men kalabaliken blir stor när även deras hustrur nappat på annonsen. Därvid utbryter en tårtkastning käringarna och gubbarna emellan. Sedan får de två herrarna ta sin flykt till Sjökvistens bod. Tillsammans med Sjökvisten kommer de på den briljanta idén att öppna illegal nattklubb i hans affär. Där fortgår festligheterna till dess att maktens herre vid namn Klöverhage sätter stopp för det hela.

## Om filmen
Den blev den sista Åsa-Nisse-filmen med John Elfström och Gustaf Lövås i huvudrollerna.
Den på den tiden mycket populära gruppen Hep Stars dyker plötsligt upp i filmen (som sig själva) och sjunger några av sina hits medan de har fått problem med bilen (en Mini) och gör några improviserade sketcher i slapstickstil. De anlitas för att ta hand om musikunderhållningen i väntan på att få hjälp med reparationerna.
Åsa-Nisse och den stora kalabaliken har visats i SVT, bland annat 2016, 2018 och i februari 2025.

## Roller[4]
- John Elfström – Åsa-Nisse
- Gustaf Lövås – handelsman Sjökvist
- Hjördis Petterson – Selma, husföreståndarinna
- Stig Johanson – Knohultaren
- Brita Öberg – Eulalia, Åsa-Nisses käring
- Hanny Schedin – Hilma, Knohultarens käring
- Mona Wessman – Gun Jönsson, sångerska
- Akke Carlsson – landsfiskal Klöverhage
- Gus Dahlström – Jönsson, smed
- Lars "Tjadden" Hällström – Olsson, arrestant
- Margit Andelius – en kund hos Sjökvist
- Chris Wahlström – en platssökande
- Lars Lennartsson – portier
- Rulle Lövgren – gubbe på hotellet
- Bert-Åke Varg – en polis
- Gunborg Corn – postexpeditör
- Stellan Skantz – barmästare
- Hep Stars (Svenne Hedlund, Christer "Chrille" Petterson, Lennart "Lelle" Hegland, Janne Frisk och Benny "Benne" Andersson) – som sig själva

## Filmmusik i urval[5]
- "Sagan om Lilla Sofie", kompositör Benny Andersson, text Lars Berghagen, framförs av Hep Stars
- "It Has Been a Long, Long Time", framförs av Hep Stars
- "Gå och göm dig, Åke Tråk", kompositör och text Peter Himmelstrand, sång Mona Wessman